# 愛のテーマ (バリー・ホワイトの曲)
「愛のテーマ」（原題： Love's Theme）は、バリー・ホワイトがラブ・アンリミテッド・オーケストラ名義で1973年に発表したインストゥルメンタル。作曲はバリー・ホワイト。

## 解説
バリー・ホワイトは1969年、自身の作品のバック・コーラスとして「ラブ・アンリミテッド」（Love Unlimited）という女性3人からなるグループを作る。そして1973年にはラブ・アンリミテッドのバック・バンドである40人編成の「ラブ・アンリミテッド・オーケストラ」（The Love Unlimited Orchestra）を結成。同年7月に発売されたラブ・アンリミテッドのセカンド・アルバム『Under the Influence of... Love Unlimited』のオープニング曲として本作品が初めて世に出る。そして11月にラブ・アンリミテッド・オーケストラのデビュー・シングルとして発表された。B面は「スイート・モーメンツ」。編曲はA面B面ともにホワイトとジーン・ペイジが行った。1974年1月発売のラブ・アンリミテッド・オーケストラのアルバム『Rhapsody in White』に収録された。
1974年2月9日付のビルボード・チャートで1位を記録した（1週のみ）。同時にアダルト・コンテンポラリー・チャートでも2週連続で1位を記録している。また、1974年のビルボード「年間チャート3位」を記録した。
1980年ごろにキャセイパシフィック航空のCMでBGMとして起用されたことで、高い知名度を誇る。
本作品が大ヒットし続けている同じ年に、ラブ・アンリミテッドは歌詞をつけアルバム『In Heat』でボーカル・バージョンを発表した（歌詞はアーロン・シュレーダー）。

### 放送番組テーマ曲
- STVラジオの『オハヨー!ほっかいどう』にて、オープニングテーマ曲として使われていた。
- 和歌山放送の『Saturday Music Express』にて、オープニングテーマ曲として使われている。

## オーケストラに在籍したメンバー
- デイヴィッド・T・ウォーカー[6]
- ワーワー・ワトソン
- レイ・パーカーJr[7]
- アーニー・ワッツ
- ネイザン・イースト
- ウィルトン・フェルダー
- リー・リトナー
- ジーン・ペイジ、指揮、編曲
- バリー・ホワイト、編曲